# Wil Francis
William "Wil" Francis (Seattle, Washington, 8 de janeiro de 1982) é um músico estadunidense, foi vocalista da banda de post-hardcore Aiden, atualmente segue carreira com um projeto musical chamado William Control com estilos voltados para o dark wave e música eletrônica.